# 長沢ダム
長沢ダム（ながさわダム）は、高知県吾川郡いの町長沢字長沢山地先、吉野川本川最上流部に建設されたダムである。

## 沿革
吉野川水系の電源開発を進めていた四国中央電力株式会社は、下流に建設した大橋ダムに続いて吉野川にダム式発電所の建設を計画し、1941年（昭和16年）に建設を開始した。
だが、折からの電力国家統制策によって四国中央電力は解散、日本発送電株式会社に再編成された。
これにより建設事業は日本発送電によって進められたが途中戦争により中断を余儀なくされた。
戦後、日本発送電株式会社は連合国軍最高司令官総司令部 (GHQ) によって過度経済力集中排除法の指定を受け、分割される事になった。
この間建設事業は再開され1949年（昭和24年）に長沢ダムは完成するが、翌1950年（昭和25年）に電力事業再編成によって日本発送電は全国9電力会社に分割・民営化となり、ダム・発電所の管理は四国電力株式会社に継承され現在に至る。

## 概要
長沢ダムは高さ71.5mの重力式コンクリートダム。
石鎚山系の山懐にあり静かな景観を醸し出している。
付近を通過する国道194号は新寒風山トンネルと大森山トンネルの開通によって、高知市と松山市を結ぶ重要な幹線道路となっている。
長沢ダムはダム湖畔に建設された揚水発電所、大森川発電所の下池として利用されている。
上池は支流の大森川に建設された大森川ダムの大森川貯水池で、導水路を通して接続されている。
長沢ダム直下に付設されている長沢発電所は最大出力5,200kWである。